# Museu Nacional do Teatro (Espanha)
O Museu Nacional de Teatro (em castelhano: Museo Nacional del Teatro) em Almagro, Espanha, é um museu dedicado à promoção e preservação do teatro espanhol. Possui uma grande coleção de projetos cénicos e maquetes, figurinos, fantoches, desenhos, gravuras, pinturas, esculturas, fotografias, gravações musicais, programas e documentos de diversos teatros espanhóis.